# هيئة البرامج للأبحاث والتطور التكنولوجي
هيئة البرامج للأبحاث والتطور التكنولوجي ، غالبآ تسمى هيئة البرامج أو بالمختصر "fp1-fp7" و (FP تعني: farmework programme) ال"FP8" أصبح اسمها «هوريزون 2020»، وهي برامج ممولة، أنشأت من خلال الاتحاد الأوروبي /اللجنة الأوروبية  لدعم وتشجيع بحث في نطاق البحث الأوروبي.
 في هوريزون 2020 التركيز كان في الإبداع، يتسلم النمو الاقتصادي بشكل أسرع وييسلم الحلول للمستخدمين النهائيين، اللذين هم أحيانا وكالات حكومية.

## خلفية
يُعد تنفيذ سياسات البحث الأوروبية وتطبيق برامج البحث الأوروبية التزامًا بموجب معاهدة أمستردام، التي تتضمن فصلًا عن البحث والتطوير التكنولوجي. يحديد موظفو الخدمة المدنية في المفوضية البرامج بمساعدة مختلف المجموعات الاستشارية ومجموعات الضغط الرسمية. على سبيل المثال، أُنشئ الفريق الاستشاري لتقنيات مجتمع المعلومات (ISTAG) لتقديم المشورة إلى المفوضية الأوروبية بشأن الاستراتيجية العامة الواجب اتباعها في تنفيذ الأولوية المواضيعية لتكنولوجيا المعلومات والاتصالات.

## البرامج الإطارية
غطت البرامج الإطارية حتى البرنامج الإطاري 6 (إف بّي 6) فترات لمدة خمس سنوات، ولكن اعتبارًا من البرنامج الإطاري 7 (إف بّي 7) وما بعده، استمرت البرامج لمدة سبع سنوات. تُعرض البرامج الإطارية وميزانياتها بمليارات اليورو في الجدول أدناه. بالنسبة إلى البرامج إف بّي1–إف بّي5، خُصصت نفقات البرنامج بوحدة النقد الأوروبية؛ ومن إف بّي 6 فصاعدًا كانت الميزانيات باليورو. القيم المعروضة أدناه باليورو.
| المعرف  | البرنامج الإطاري      | المدة     | الميزانية (بمليارات اليورو)                                                    |
| إف بّي 1 | الأول                 | 1984–1987 | 3.8                                                                            |
| إف بّي 2 | الثاني                | 1987–1991 | 5.4                                                                            |
| إف بّي 3 | الثالث                | 1990–1994 | 6.6                                                                            |
| إف بّي 4 | الرابع                | 1994–1998 | 13.2                                                                           |
| إف بّي 5 | الخامس                | 1998–2002 | 15.0                                                                           |
| إف بّي 6 | السادس                | 2002–2006 | 16.3                                                                           |
| إف بّي 7 | السابع                | 2007–2013 | 50.2على مدى سبع سنوات + 2.7 للجماعة الأوروبية للطاقة الذرية على مدار خمس سنوات |
| إف بّي 8 | هوريزون 2020 (الثامن) | 2014–2020 | 77                                                                             |
| إف بّي 9 | هوريزون يوروب         | 2021–2027 | غير محدد بعد                                                                   |

## أدوات التمويل

### هوريزون 2020
يُعد هوريزون 2020 البرنامج الإطاري الثامن لتمويل الأبحاث والتطوير التكنولوجي والابتكار. عُدل اسم البرنامج إلى «البرنامج الإطاري للبحث والابتكار». نفذت المفوضية الأوروبية، الجهاز التنفيذي للاتحاد الأوروبي، البرنامج الإطاري هذا، إما عن طريق المديريات العامة (دي جي) الداخلية المختلفة، مثل المديرية العامة للبحث والابتكار (DG RTD) أو المديرية العامة لشبكات الاتصالات والمحتوى والتكنولوجيا، أو عن طريق الوكالات التنفيذية مثل الوكالة التنفيذية للبحوث (آر إي إيه)، والوكالة التنفيذية للمؤسسات الصغيرة والمتوسطة (EASME)، أو الوكالة التنفيذية لمجلس البحوث الأوروبي (ERCEA). يهدف البرنامج الإطاري إلى استكمال منطقة الأبحاث الأوروبية (إي آر إيه) عن طريق تنسيق سياسات البحث الوطنية وتجميع تمويل البحوث في بعض المجالات لتجنب التكرار. يُنظر إلى مبادرة هوريزون 2020 ذاتها باعتبارها أداة سياسية لتنفيذ مبادرات سياسية أخرى رفيعة المستوى للاتحاد الأوروبي، مثل يوروب 2020 وإينفيشن يونون. يمتد البرنامج من عام 2014 حتى عام 2020 ويقدم تمويل يقدر بـ 80 مليار يورو، بزيادة بنسبة 23 في المئة عن المرحلة السابقة.
يوفر هوريزون 2020 منحًا لمشاريع البحث والابتكار من خلال دعوات مفتوحة وتنافسية لتقديم العروض. يحق للكيانات القانونية من أي دولة تقديم مقترحات المشاريع لهذه الدعوات. وتُشجع المشاركة من خارج الاتحاد الأوروبي صراحةً. يمول المشاركين من الدول الأعضاء في الاتحاد الأوروبي والدول المشاركة في هوريزون 2020 تلقائيًا. وقعت الدول المشاركة اتفاقية مشاركة لأغراض هذا البرنامج الإطاري. واشتركت 14 دولة في هوريزون 2020 حتى الآن. تعتبر سويسرا «مشاركة جزئيًا» بسبب الاستفتاءات السويسرية لعام 2014، والتي حررت حركة العمال بين سويسرا والاتحاد الأوروبي. تواصل المنظمات السويسرية مشاركتها النشطة في هوريزون 2020، ومع ذلك، تغطى مشاركتها أحيانًا بتمويل وطني. تُعد إسرائيل «دولة مشاركة» بهوريزون 2020. وكان تمويل المشاريع خارج الخط الأخضر من النقاط الرئيسية في المفاوضات. نشرت إسرائيل آراءها في ملحق للوثائق الرسمية. يدعم برنامج هوريزون 2020 إمكانية الوصول المفتوح إلى نتائج الأبحاث، لخلق كفاءة أعلى وتحسين الشفافية وتسريع الابتكار. 
يُطبق هوريزون 2020 السياسة الأوروبية للبحث والابتكار في مجال البيئة، الهادفة إلى تحديد وتحويل الأجندة التحويلية إلى واقع لتخضير الاقتصاد والمجتمع ككل لتحقيق تنمية مستدامة فعلية.
يتكون البرنامج من ثلاثة مجالات بحث رئيسية تسمى «الركائز»: الركيزة الأولى، «العلوم الممتازة»، تركز على العلوم الأساسية. تبلغ ميزانيتها 24 مليار يورو. الركيزة الثانية هي «القيادة الصناعية» بميزانية قدرها 14 مليار يورو. تُديرها مؤسسة المديريات العامة وعلى أساس إستراتيجيات يوروب 2020 وإينفيشن يونون. تُمول الركيزة الثالثة، «التحديات المجتمعية» (سي إس)، الحلول المحتملة للمشاكل الاجتماعية والاقتصادية،
يتبع الهيكل البرنامج الإطاري السابق (إف بّي 7، 2007-2013) حتى مستوى البرامج الفرعية في إطار الركائز. يتلخص هدف الركيزة الصناعية في إيجاد السبل لتحديث الصناعات الأوروبية التي عانت من سوق أوروبية مجزأة. ويتمثل هدف التحديات المجتمعية في تطبيق الحلول، بالإضافة إلى تطوير التكنولوجيا.
سيخلف برنامج هوريزون يوروب برنامج هوريزون 2020.